# Râul Valea Mare, Urlățelu
, Doftana
Râul Valea Mare este un curs de apă, afluent al râului Urlățelu. 

## Hărți
- Harta Munții Baiului  Arhivat în 15 iunie 2011, la Wayback Machine.
- Harta județului Prahova